# Vuelta a España 2022/1. Etappe
Die 1. Etappe der Vuelta a España 2022 fand am 19. August 2022 statt und war der Auftakt der 77. Austragung des spanischen Etappenrennens, einem Straßenradrennen. Nach 2019 wurde die dritte Grand Tour des Jahres erneut mit einem Mannschaftszeitfahren gestartet. Als Austragungsort diente die niederländische Stadt Utrecht, die im Jahr 2015 den Grand Départ der Tour de France ausgerichtet hatte. Die Strecke führte über 23,3 Kilometer auf einem technisch anspruchsvollen Stadtkurs, vorbei an den Sehenswürdigkeiten von Utrecht. Nach der Zielankunft hatten die Fahrer 0,7 % der Gesamtdistanz der Rundfahrt absolviert.

## Streckenführung
Der Start der Etappe befand sich im Stadtviertel Dichterswijk auf dem Van Zijstweg. Anschließend führte die Strecke einem Kanal entlang, der die Innenstadt von Utrecht umgibt. Vorbei an der Sonnenborgh und dem Nederlands Spoorwegmuseum fuhren die Teams zum Hogelandsepark, wo sie eine scharfe Linksdrehung vollführten und zurück zum Kanal gelangten. Nun ging es weiter in Richtung Norden und vorbei am Griftpark ins Viertel Overvecht. Hier erfolgte eine 180-Grad-Wende, die die Fahrer in Richtung Südwesten leitete und vorbei am Julianapark über die Hogeweidebrug führte. Nun erreichte die Strecke nahe dem Kastell Op de Hoge Woerd ihren westlichsten Punkt, ehe es über die De Meernbrug zum Ziel ging, dass sich auf der Jaarbeursplein vor dem Beatrix Theater befand.
Die Strecke verlief zwar auf ausschließlich flachen Straßen, beinhaltete jedoch viele teils scharfe Kurven. Nach 11 Kilometern wurde eine Zwischenzeit genommen.
|              | Ort                      | Kilometer |
| ------------ | ------------------------ | --------- |
| Start        | Utrecht (Van Zijstweg)   | 0,0       |
| Zwischenzeit | Utrecht                  | 11,0      |
| Ziel         | Utrecht (Jaarbeursplein) | 23,3      |

## Rennverlauf und Ergebnisse
Chronologischer Ablauf
Um 18:30 Uhr rollte die spanische Burgos-BH-Mannschaft von der Startrampe und eröffnete die Auftaktsetappe der 77. Vuelta a España. Mit Manuel Peñalver musste die Mannschaft jedoch auf einen Fahrer verzichten, der nicht an den Start der 1. Etappe ging. In der Anfangsphase der Etappe regnete es immer wieder auf Teilen der Strecke. Eine erste Richtzeit setzte das als vierte gestartete Groupama-FDJ Team, das die 23,3 Kilometer in einer Zeit von 25 Minuten und 18 Sekunden absolvierte. Die Bestzeit hielt, bis das Team BikeExchange-Jayco das Ziel in 25 Minuten und 11 Sekunden erreichte und somit um 7 Sekunden schneller fuhr. Die australische Mannschaft konnte anschließend die Führung gegenüber den Mannschaften Bora-hansgrohe (+10 Sekunden) und UAE Team Emirates (+2 Sekunden) behaupten, ehe mit den Ineos Grenadiers, Quick-Step Alpha Vinyl und Jumbo-Visma, die voraussichtlich stärksten Teams ins Rennen gingen. Alle drei lagen bereits bei der Zwischenzeit voran, wobei die Straßen mittlerweile aufgetrocknet waren, was den Teams zugutekam. Im Ziel verbesserten die Ineos Grenadiers die Bestzeit auf 24 Minuten und 53 Sekunden und behaupteten anschließend die Führung gegenüber der Mannschaft Quick-Step Alpha Vinyl, die sich nur um eine Sekunde geschlagen geben mussten. Der Etappensieg ging jedoch souverän an das Jumbo-Visma Team, das die Strecke in 24 Minuten und 40 Sekunden absolvierte und somit 13 Sekunden schneller war als die Ineos Grenadiers. Als erster Fahrer der Mannschaft überquerte Robert Gesink (Jumbo-Visma) den Zielstrich und schlüpfte als erster Fahrer ins Rote Trikot. Da in den Reihen von Jumbo-Visma kein Fahrer im Kampf um die Nachwuchswertung vertreten war, trug Ethan Hayter (Ineos Grenadiers) das Weiße Trikot.
Platzierungen der Mannschaften

Die ersten drei Mannschaften (Jumbo-Visma, Ineos Grenadiers und Quick-Step Alpha Vinyl) lagen innerhalb von 14 Sekunden. Anschließend folgte ein größerer Zeitsprung von rund 30 Sekunden auf die Mannschaften BikeExchange-Jayco, UAE Team Emirates und Groupama-FDJ. Teams die ebenfalls einen Gesamtklassement-Fahrer in ihren Reihen hatten und innerhalb der Minutenmarke blieben, waren: Bora-hansgrohe (+41 Sekunden), Bahrain Victorious (+42 Sekunden), Movistar (+43 Sekunden), Astana Qazaqstan (+46 Sekunden), DSM (+53 Sekunden). Mehr Zeit verloren die Mannschaften Israel-Premier Tech (+1:04 min), EF Education-EasyPost (+1:19 min) und Intermarché-Wanty-Gobert Matériaux (+1:25 min). Die langsamste Zeit fuhr das Team Burgos-BH mit fast zwei Minuten Rückstand.
| \| Etappenergebnis \| Etappenergebnis \| Etappenergebnis \| Etappenergebnis \| Etappenergebnis \| \| Fahrer \| Fahrer \| Land \| Team \| Zeit \| \| --------------- \| ---------------------- \| --------------- \| --------------- \| --------------- \| \| 1. \| Jumbo-Visma \| \| \| 24 min 40 s \| \| 2. \| Ineos Grenadiers \| \| \| + 13 s \| \| 3. \| Quick-Step Alpha Vinyl \| \| \| + 14 s \| \| 4. \| BikeExchange-Jayco \| \| \| + 31 s \| \| 5. \| UAE Team Emirates \| \| \| + 33 s \| \| 6. \| Groupama-FDJ \| \| \| + 38 s \| \| 7. \| Bora-Hansgrohe \| \| \| + 41 s \| \| 8. \| Trek-Segafredo \| \| \| + 42 s \| \| 9. \| Bahrain Victorious \| \| \| + 42 s \| \| 10. \| Movistar Team \| \| \| + 43 s \| |                        |      |      |             |
| |                        |      |      |             |
| Quelle: ProCyclingStats |                        |      |      |             |
| Etappenergebnis |                        |      |      |             |
| Fahrer | Fahrer                 | Land | Team | Zeit        |
| 1. | Jumbo-Visma            |      |      | 24 min 40 s |
| 2. | Ineos Grenadiers       |      |      | + 13 s      |
| 3. | Quick-Step Alpha Vinyl |      |      | + 14 s      |
| 4. | BikeExchange-Jayco     |      |      | + 31 s      |
| 5. | UAE Team Emirates      |      |      | + 33 s      |
| 6. | Groupama-FDJ           |      |      | + 38 s      |
| 7. | Bora-Hansgrohe         |      |      | + 41 s      |
| 8. | Trek-Segafredo         |      |      | + 42 s      |
| 9. | Bahrain Victorious     |      |      | + 42 s      |
| 10. | Movistar Team          |      |      | + 43 s      |

## Gesamtstände
| \| Gesamtwertung \| Gesamtwertung \| Gesamtwertung \| Gesamtwertung \| Gesamtwertung \| \| Fahrer \| Fahrer \| Land \| Team \| Zeit \| \| ------------- \| --------------- \| ---------------------- \| ---------------- \| ------------- \| \| 1. \| Robert Gesink \| Niederlande \| Jumbo-Visma \| 24 min 40 s \| \| 2. \| Primož Roglič \| Slowenien \| Jumbo-Visma \| + 0 s \| \| 3. \| Chris Harper \| Australien \| Jumbo-Visma \| + 0 s \| \| 4. \| Sepp Kuss \| Vereinigte Staaten \| Jumbo-Visma \| + 0 s \| \| 5. \| Rohan Dennis \| Australien \| Jumbo-Visma \| + 0 s \| \| 6. \| Edoardo Affini \| Italien \| Jumbo-Visma \| + 0 s \| \| 7. \| Sam Oomen \| Niederlande \| Jumbo-Visma \| + 0 s \| \| 8. \| Mike Teunissen \| Niederlande \| Jumbo-Visma \| + 0 s \| \| 9. \| Ethan Hayter \| Vereinigtes Königreich \| Ineos Grenadiers \| + 13 s \| \| 10. \| Richard Carapaz \| Ecuador \| Ineos Grenadiers \| + 13 s \| |                 |                        |                  |             |
| |                 |                        |                  |             |
| Quelle: ProCyclingStats |                 |                        |                  |             |
| Gesamtwertung |                 |                        |                  |             |
| Fahrer | Fahrer          | Land                   | Team             | Zeit        |
| 1. | Robert Gesink   | Niederlande            | Jumbo-Visma      | 24 min 40 s |
| 2. | Primož Roglič   | Slowenien              | Jumbo-Visma      | + 0 s       |
| 3. | Chris Harper    | Australien             | Jumbo-Visma      | + 0 s       |
| 4. | Sepp Kuss       | Vereinigte Staaten     | Jumbo-Visma      | + 0 s       |
| 5. | Rohan Dennis    | Australien             | Jumbo-Visma      | + 0 s       |
| 6. | Edoardo Affini  | Italien                | Jumbo-Visma      | + 0 s       |
| 7. | Sam Oomen       | Niederlande            | Jumbo-Visma      | + 0 s       |
| 8. | Mike Teunissen  | Niederlande            | Jumbo-Visma      | + 0 s       |
| 9. | Ethan Hayter    | Vereinigtes Königreich | Ineos Grenadiers | + 13 s      |
| 10. | Richard Carapaz | Ecuador                | Ineos Grenadiers | + 13 s      |

| Nachwuchswertung | Nachwuchswertung | Nachwuchswertung       | Nachwuchswertung       | Nachwuchswertung |
| Fahrer           | Fahrer           | Land                   | Team                   | Zeit             |
| ---------------- | ---------------- | ---------------------- | ---------------------- | ---------------- |
| 1.               | Ethan Hayter     | Vereinigtes Königreich | Ineos Grenadiers       | 24 min 53 s      |
| 2.               | Pavel Sivakov    | Frankreich             | Ineos Grenadiers       | + 0 s            |
| 3.               | Carlos Rodríguez | Spanien                | Ineos Grenadiers       | + 0 s            |
| 4.               | Lucas Plapp      | Australien             | Ineos Grenadiers       | + 0 s            |
| 5.               | Remco Evenepoel  | Belgien                | Quick-Step Alpha Vinyl | + 1 s            |
| 6.               | Ilan Van Wilder  | Belgien                | Quick-Step Alpha Vinyl | + 1 s            |
| 7.               | Kelland O’Brien  | Australien             | BikeExchange-Jayco     | + 18 s           |
| 8.               | Kaden Groves     | Australien             | BikeExchange-Jayco     | + 18 s           |
| 9.               | Brandon McNulty  | Vereinigte Staaten     | UAE Team Emirates      | + 20 s           |
| 10.              | Juan Ayuso       | Spanien                | UAE Team Emirates      | + 20 s           |

| Mannschaftswertung | Mannschaftswertung     | Mannschaftswertung           | Mannschaftswertung |
| Team               | Team                   | Land                         | Zeit               |
| ------------------ | ---------------------- | ---------------------------- | ------------------ |
| 1.                 | Jumbo-Visma            | Niederlande                  | 24 min 40 s        |
| 2.                 | Ineos Grenadiers       | Vereinigtes Königreich       | + 13 s             |
| 3.                 | Quick-Step Alpha Vinyl | Belgien                      | + 14 s             |
| 4.                 | BikeExchange-Jayco     | Australien                   | + 31 s             |
| 5.                 | UAE Team Emirates      | Vereinigte Arabische Emirate | + 33 s             |
| 6.                 | Groupama-FDJ           | Frankreich                   | + 38 s             |
| 7.                 | Bora-Hansgrohe         | Deutschland                  | + 41 s             |
| 8.                 | Trek-Segafredo         | Vereinigte Staaten           | + 42 s             |
| 9.                 | Bahrain Victorious     | Bahrain                      | + 42 s             |
| 10.                | Movistar Team          | Spanien                      | + 43 s             |

## Ausgeschiedene Fahrer
Die folgenden Fahrer waren aus der Tour ausgeschieden:
- Manuel Peñalver (Burgos-BH) – DNF nach Sturzfolgen

## Trivia
Im Jahr 2022 wurden erstmals alle drei großen Landesrundfahrten im Ausland gestartet. Während der Giro d’Italia 2022 in Budapest (Ungarn) gestartet wurde, fand die erste Etappe der Tour de France 2022 in Kopenhagen (Dänemark) statt. Zudem war Utrecht die erste Stadt, die Teil aller drei Grand Tours war (Giro d’Italia 2010, Tour de France 2015 und Vuelta a España 2022).